# Masset
Masset är en ort i Kanada.   Den ligger i North Coast Regional District och provinsen British Columbia, i den sydvästra delen av landet, 4 100 km väster om huvudstaden Ottawa. Masset ligger 10 meter över havet och antalet invånare är 884.
Terrängen runt Masset är platt. Havet är nära Masset norrut. Trakten runt Masset är nära nog obefolkad, med mindre än två invånare per kvadratkilometer.. Det finns inga andra samhällen i närheten. 
I omgivningarna runt Masset växer i huvudsak barrskog.